# 12002 Suess
Suess (asteróide 12002) é um asteróide da cintura principal, a 2,6686869 UA. Possui uma excentricidade de 0,1143904 e um período orbital de 1 910,63 dias (5,23 anos).
Suess tem uma velocidade orbital média de 17,15793759 km/s e uma inclinação de 9,42772º.
Este asteróide foi descoberto em 19 de Março de 1996 por Petr Pravec, Lenka Šarounová.